# Veter
Veter (russisk: Ветер) er en sovjetisk spillefilm fra 1959 af Aleksandr Alov og Vladimir Naumov.

## Medvirkende
- Eduard Bredun som Fjodor
- Tamara Loginova som Nastja
- Elza Lezjdej som Mari
- Aleksandr Demjanenko som Mitja
- Aleksej Krytjenkov